# Josef Lusser
Josef Lusser (* 22. Mai 1816 in Altdorf; † 16. August 1882 in Freiburg im Breisgau, heimatberechtigt in Altdorf) war ein Schweizer Politiker (FDP).

## Biografie
Lusser arbeitete als Redakteur beim Wochenblatt von Uri und war zudem als Buchhändler tätig. Er besass von 1847 bis 1854 zusammen mit Franz Jauch einen lithografischen Betrieb, sowie eine Devotionalienhandlung. Ab dem Jahre 1852 war er als Postdirektor in Luzern tätig.
Im Jahre 1847 wurde Lusser Mitglied der provisorischen Regierung des Kantons Uri, ehe er von 1848 bis 1852 Regierungsrat dieses Kantones war. In seinem letzten Amtsjahr war er zudem Landeshauptmann.
Nach dem Ableben seiner ersten Frau war Josef Lusser auf seinem Landsitz Lochhof in Luzern ansässig. Seine letzten Jahre aber verbrachte er im Ausland. Er galt als Exponent der bürgerlich-liberalen Oppositionsbewegung in der Zeit um 1840 und war ein Pionier der Urner Zeitungsbranche.